# Barsi Imre
Barsi Imre (eredetileg Bojsza; Garamlök, 1910. szeptember 21. − Prága, 1996. június vége) újságíró, szerkesztő.

## Élete
Fiatalon bekapcsolódott a munkásmozgalomba, a második világháború alatt ellenálló tevékenységet folytatott.
1948-tól újságíró volt Pozsonyban, előbb az Új Szónál, majd a Fáklya, és végül A Hét főszerkesztője. Nyugdíjba vonulásától haláláig Prágában élt.

## Emlékezete
- Felsőszecse emléktábla

## Művei
- 1960 Barangolás Holnapországban -  Tizenötezer kilométer a Szovjetunióban. Bratislava (riportok)
- 1964 Tegnap és holnap között (riportok)
- 1972 Emberek, akikkel találkoztam (riportok). Bratislava
- 1976 Körséta a cseh középkori művészet új otthonában. A Hét 21/16, 16-17 (május 18.)